# Пираньи (альбом)
«Пираньи» — дебютный альбом группы «Крёстная семья», изданный в 2003 году лейблом Respect Production.
Алексей Мажаев, сравнивая «Крёстную семью» с коллегами по лейблу группой «Каста», отмечает дефицит идей, творческих решений и чувства юмора. Андрей Бухарин в своей рецензии в журнале «ОМ» напротив отмечает, что «Крёстная семья» более изобретательна в семплировании и более иронична в текстах, чем «Каста».

## Список композиций
| №                   | Название            | Длительность |
| ------------------- | ------------------- | ------------ |
| 1.                  | «Кузми4»            | 0:50         |
| 2.                  | «Крепись, братан»   | 3:26         |
| 3.                  | «Дорога»            | 4:01         |
| 4.                  | «Йагодавалына»      | 3:37         |
| 5.                  | «Б. Т. В. П.»       | 6:40         |
| 6.                  | «Любит горячих»     | 3:35         |
| 7.                  | «Милли000.000ны»    | 2:59         |
| 8.                  | «Чп»                | 5:29         |
| 9.                  | «Плати»             | 4:23         |
| 10.                 | «Кузми4 2»          | 1:01         |
| 11.                 | «Пиши перо»         | 4:52         |
| 12.                 | «Ещё дубль?»        | 0:10         |
| Общая длительность: | Общая длительность: | 41:03        |

| №                   | Название                  | Длительность |
| ------------------- | ------------------------- | ------------ |
| 1.                  | «Йагодавалына» (Remix)    | 4:49         |
| 2.                  | «Крепись, братан» (Remix) | 5:23         |
| 3.                  | «www.piranya.com»         | 5:30         |
| Общая длительность: | Общая длительность:       | 56:45        |